# Vista Hermosa, Acapulco de Juárez
Vista Hermosa är en ort i Mexiko.   Den ligger i kommunen Acapulco de Juárez och delstaten Guerrero, i den södra delen av landet, 290 km söder om huvudstaden Mexico City. Vista Hermosa ligger 302 meter över havet och antalet invånare är 444.
Terrängen runt Vista Hermosa är kuperad västerut, men österut är den platt. En vik av havet är nära Vista Hermosa åt sydväst. Runt Vista Hermosa är det tätbefolkat, med 397 invånare per kvadratkilometer. Närmaste större samhälle är Acapulco, 6,0 km väster om Vista Hermosa. Omgivningarna runt Vista Hermosa är en mosaik av jordbruksmark och naturlig växtlighet.